# Суперкубок Израиля по футболу
Суперкубок Израиля по футболу имени Нехамии Бен-Авраама (ивр. אלוף האלופים ע"ש נחמיה בן-אברהם‎) — израильский футбольный турнир, разыгрываемый в ежегодном матче между чемпионом Премьер-лиги Израиля и обладателем Кубка Израиля (в случае выигрыша одним клубом «дубля» — и чемпионата, и Кубка Израиля — в Суперкубке играет обладатель «дубля» и команда, занявшая в чемпионате второе место). Первый розыгрыш Суперкубка Израиля состоялся в сезоне 1956/57. До 1974 года турнир проходил от случая к случаю. В сезоне 1973/74 принято решение проводить турнир ежегодно.
В 1979 году, после смерти спортивного комментатора Нехамии Бен-Авраама, турниру присвоено его имя.
Розыгрыш турнира прекратился в 1990 году. По итогам сезона 2005/06 было принято решение возродить турнир, но начало Второй ливанской войны помешало этому.
В 2014 году Израильская футбольная ассоциация приняла решение возобновить турнир по итогам сезона 2013/14, но 30 июня 2014 года принято решение, из-за близости даты матча к дате финала чемпионата мира по футболу, отсрочить возрождение турнира на один сезон.
15 августа 2015 года состоялся матч между чемпионом и обладателем Кубка Израиля «Маккаби (Тель-Авив)» и серебряным призёром чемпионата «Хапоэль (Кирьят-Шмона)».
Текущий обладатель Суперкубка Израиля — «Маккаби (Тель-Авив)», обыгравший «Маккаби (Петах-Тиква)» 15 июля 2024 года со счётом 2:0.

### Победы в Суперкубке по клубам
| Клуб                   | Победы (единоличные/разделённые) | Годы побед (* обозначает разделённые победы)    | Годы поражений               |
| ---------------------- | -------------------------------- | ----------------------------------------------- | ---------------------------- |
| Маккаби (Тель-Авив)    | 8 (7/1)                          | 1965*, 1968, 1977, 1979, 1988, 2019, 2020, 2024 | 1970, 2015, 2021             |
| Хапоэль (Тель-Авив)    | 5 (5/0)                          | 1957, 1966, 1969, 1970, 1981                    | 1983, 1986, 1988             |
| Маккаби (Нетания)      | 5 (5/0)                          | 1971, 1974, 1978, 1980, 1983                    |                              |
| Маккаби (Хайфа)        | 5 (5/1)                          | 1962*, 1985, 1989, 2021, 2023                   | 1984, 2016. 2022             |
| Хапоэль (Беэр-Шева)    | 4 (4/0)                          | 1975, 2016, 2017. 2022                          | 1976, 2018, 2020             |
| Бейтар (Иерусалим)     | 2 (2/0)                          | 1976, 1986                                      | 1978, 1979, 1985, 1989, 2023 |
| Бней Иегуда            | 1 (1/0)                          | 1990                                            | 1968, 1981, 2017, 2019       |
| Хапоэль (Кфар-Сава)    | 1 (1/0)                          | 1982                                            | 1975, 1980, 1990             |
| Хакоах (Рамат-Ган)     | 1 (0/1)                          | 1965*                                           | 1969, 1971                   |
| Хапоэль (Хайфа)        | 1 (1/0)                          | 2018                                            | 1966, 1974                   |
| Хапоэль (Петах-Тиква)  | 1 (0/1)                          | 1962*                                           | 1957                         |
| Хапоэль (Лод)          | 1 (1/0)                          | 1984                                            |                              |
| Хапоэль (Кирьят-Шмона) | 1 (1/0)                          | 2015                                            |                              |
| Хапоэль (Йехуд)        |                                  |                                                 | 1982                         |
| Маккаби (Яффа)         |                                  |                                                 | 1977                         |
| Маккаби (Петах-Тиква)  |                                  |                                                 | 2024                         |